# Péter Szilágyi
Péter Szilágyi (Berettyóújfalu, 28 de mayo de 1954 − 30 de mayo de 2013) fue un director de orquesta y político húngaro, miembro de la Asamblea Nacional de Hungría por Berettyóújfalu (circunscripción de Hajdú-Bihar) durante 1994 y 2002. Fue miembro de la Comisión de Educación y Ciencia.
Falleció el 30 de mayo de 2013 a los 59 años.